# Albiș, Bihor
Albiș (maghiară Albis) este un sat în comuna Buduslău din județul Bihor, Crișana, România.

## Personalități
- János Irinyi (1817-1895) - inventatorul chibritului cu fosfor și dioxid de plumb

 Acest articol despre o localitate din județul Bihor este deocamdată un ciot. Puteți ajuta Wikipedia prin completarea lui.